# Hermacha sericea
Hermacha sericea är en spindelart som beskrevs av William Frederick Purcell 1902. Hermacha sericea ingår i släktet Hermacha och familjen Nemesiidae. Inga underarter finns listade i Catalogue of Life.